# Municipio de Räpina
El municipio de Räpina (estonio: Räpina vald) es un municipio estonio perteneciente al condado de Põlva.

## Localidades (población año 2011)
- Aravu 73
- Haavametsa 8
- Haavapää 12
- Himmiste 19
- Jaanikeste 49
- Jõepera 61
- Jõevaara 8
- Jõeveere 20
- Kassilaane 57
- Kikka 22
- Kirmsi 16
- Kõnnu 30
- Koolma 5
- Koolmajärve 5
- Köstrimäe 130
- Kullamäe 10
- Kunksilla 7
- Laho 21
- Leevaku 155
- Leevi 212
- Lihtensteini 12
- Linte 199
- Mägiotsa 45
- Männisalu 32
- Meeksi 82
- Meelva 62
- Meerapalu 47
- Mehikoorma 186
- Mõtsavaara 2
- Naha 108
- Nohipalo 12
- Nulga 65
- Pääsna 22
- Pahtpää 84
- Parapalu 7
- Pindi 15
- Raadama 95
- Rahumäe 88
- Raigla 121
- Räpina 2,455
- Ristipalo 268
- Ruusa 229
- Saareküla 19
- Sarvemäe 14
- Sikakurmu 16
- Sillapää 121
- Soohara 36
- Sülgoja 41
- Suure-Veerksu 16
- Süvahavva 29
- Timo 13
- Toolamaa 48
- Tooste 66
- Tsirksi 15
- Väike-Veerksu 37
- Vändra 33
- Vareste 22
- Veriora 409
- Verioramõisa 64
- Viira 19
- Viluste 114
- Vinso 10
- Võiardi 28
- Võika 20
- Võõpsu 195
- Võuküla 54[1]